# Costus lima
Espèce
Classification phylogénétique
Statut de conservation UICN

 LC  : Préoccupation mineure
Costus lima est une espèce de plantes à fleurs de la famille des Costaceae.
Elle trouve son origine du Sud de l'Amérique centrale au Nord de l'Amérique du Sud, du Nicaragua à l'Équateur.
Elle pousse dans les forêts primaires et secondaires.

## Description
Costus lima est une plante herbacée vivace qui peut mesurer jusqu'à 4 mètres de haut.
Les feuilles ont une face inférieure poilue, mesurent de 5 à 15 cm de large et de 15 à 60 cm de long.
L'inflorescence est en forme de cône, largement ovoïde à cylindrique et mesure de 5 à 20 cm de long avec un diamètre de 6 à 8 cm.
Le pétale est recouvert de poils duveteux à soyeux.
Le labelle est de blanc à jaune avec une extrémité rouge.
L'espèce a été décrite pour la première fois en 1904 par Karl Moritz Schumann.